# Прапор Містковичів
Прапор Містковичів — офіційний символ села Містковичі, Самбірського району Львівської області, затверджений 27 січня 2006 року рішенням сесії Містковицької сільської ради.
Автор — А. Гречило.

## Опис
Квадратне полотнище, яке складається з двох рівновеликих вертикальних смуг зеленої від древка та червоної з вільного краю, посередині — жовта голова оленя анфас, обабіч якої та вгорі між рогами — по білій 8-променевій зірці.

## Зміст
Голова оленя вказує на одного з представників місцевої фауни, а також може підкреслювати розташування села на Самбірщині. Три зірки є символом постійності, також уособлювали три інші села, підпорядковані сільській раді.